# Benjamin Gottfried Weinart (Theologe)
Benjamin Gottfried Weinart (* 20. Februar 1715 in Schönwalde bei Sorau, Herrschaft Sorau, Niederlausitz; † 7. März 1795 in Dohna) war ein sächsischer evangelischer Pfarrer.
Der Sohn des Pfarrers Gottfried Weinart besuchte die Stadtschule Sorau und das Gymnasium Bautzen, bevor er in Wittenberg Theologie studierte. Nachdem er 1741 den Magistergrad erworben hatte, nahm er eine Hauslehrerstelle in der Oberlausitz an. 1746 wurde er zum Substituten an der Kirche Dohna ernannt. 1750 rückte er dort zum Diakon, 1760 zum Archidiakon und 1765 zum Pfarrer auf.
Im Jahr 1751 wurde ihm und seiner Ehefrau Christiane Johanna geb. Krause in Dohna ihr Sohn Benjamin Gottfried Weinart geboren, der neben seinem Beruf als Jurist und Finanzprokurator ein bekannter Historiker und Bibliograph werden sollte. Weitere Söhne waren der Arzt und Apotheker Christian Gottlieb Weinart (* 2. August 1754 in Dohna; † 23. August 1834 in Frankenberg), der 1786/87 als Chirurg auf einem holländischen Schiff verstorbene Christian Ernst Weinart (* 1758) und Engel Traugott Weinart (* 1767), der Pfarrer in Naundorf wurde.

## Schriften
- Disputationem Theologicam, De Vera Animae Anapausei, Solo Ex Evangelio Expectanda, Ad Matth. XI, 28.29. (urn:nbn:de:bsz:14-db-id3268405833).
- Als der Magnificus, … Herr Christoph Heinrich Zeibich, Der Heil. Schrifft Hochberühmter Doctor … Die hohe Würde eines Rectoris Magnifici Den 18. Octobr. 1740. übernahm, Wolten ihre innigste Freudens-Bezeugung … an den Tag legen … Freytags-Prediger-Collegii sämmtlichen Glieder (online)
- Topographische Geschichte der Stadt Dresden und der um dieselbe herum liegenden Gegenden. 8 Hefte. Hilscher, Dresden 1777–1781.